# Virgulariidae
Virgulariidae es una familia de "plumas marinas" que pertenecen al orden Pennatulacea, dentro de la clase Anthozoa.
Enmarcados comúnmente entre los corales blandos, ya que carecen de esqueleto cálcico como los corales del orden Scleractinia, por lo que no son corales hermatípicos.
Forman colonias de pólipos, de 8 tentáculos, unidos por una masa carnosa de tejido común generado por ellos, llamada cenénquima, que recubre un raquis, o eje sin ramificar, para soportar la colonia. De simetría bilateral, los pólipos autozoides se alinean regularmente a lo largo del margen de las hojas, que a su vez están dispuestas alrededor del raquis.
La familia  comprende 5 géneros y aproximadamente 37 especies, con un eje y escleritos para dar soporte a la colonia.
Normalmente no poseen zooxantelas, ya que habitan mayoritariamente en aguas profundas, aunque hay algunas especies de aguas someras que si son simbiontes.
Se distribuyen por todos los océanos, desde el Ártico a la Antártida.

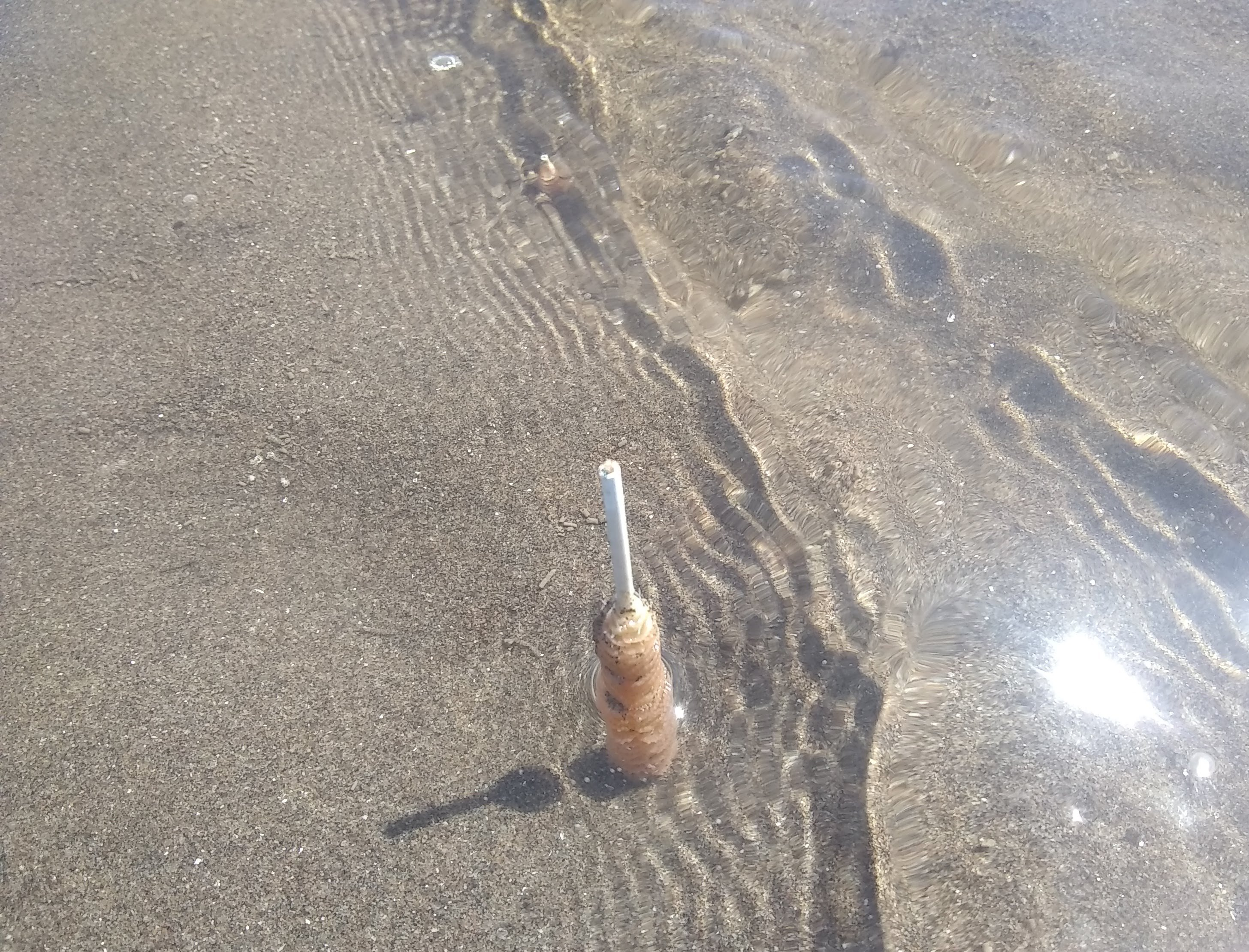
Espécimen del género Stylatula. Encontrado en Bahía San Blas, Provincia de Buenos Aires, Argentina. Quedó expuesto al bajar la marea. (Ph: Diego S. Gallotti)

## Géneros
Actualmente, el Registro Mundial de Especies Marinas acepta los siguientes géneros:
- Acanthoptilum Kölliker, 1870
- Scytaliopsis. Gravier, 1906
- Scytalium. Herklots, 1858
- Stylatula. Verrill, 1864
- Virgularia. Lamarck, 1816